# Carlos de Sousa Duarte
Carlos de Sousa Duarte (Cachoeiro do Itapemirim, 1888 – ?) foi um político brasileiro.
Foi ministro da Agricultura no governo Getúlio Vargas, de 3 de junho de 1941 a 18 de fevereiro de 1942.